# Trstené pri Hornáde
Trstené pri Hornáde es un municipio del distrito de Košice-okolie en la región de Košice, Eslovaquia, con una población estimada a final del año 2024 de 1511 habitantes.
Se encuentra ubicado en el centro de la región, en la cuenca hidrográfica del río Sajó (afluente derecho del Tisza) y cerca de la frontera con la región de Prešov y con Hungría.

## Demografía
| Año        | 1994 | 2004    | 2014    | 2024    |
| ---------- | ---- | ------- | ------- | ------- |
| Población  | 1480 | 1460    | 1538    | 1511    |
| Diferencia |      | −1,35 % | +5,34 % | −1,75 % |

| Año        | 2023 | 2024    |
| ---------- | ---- | ------- |
| Población  | 1500 | 1511    |
| Diferencia |      | +0,73 % |